# 赤短角鹿
赤短角鹿（学名：Mazama americana），是短角鹿属的一属，也是短角鹿属最大的物种，雄性的体型较大，有尖角防止捕食者。它们喜欢栖息在大片森林和覆盖着大量植被的河岸，从而避开阳光。白天和晚上出来活动，经常单独出现。如果被捕食者发现或听到有什么东西靠近，它们有时会僵在原地。当面临更紧迫的危险时，它们会跳过森林或游到河的另一边，而身上红棕色的毛发也利于伪装。

## 体长和体重
赤短角鹿体长103厘米至146厘米，体重30公斤至40公斤。

## 食物
赤短角鹿是草食性，它们以水果为主，叶子、真菌等。

## 分布
赤短角鹿分布于阿根廷、玻利维亚、巴西、哥伦比亚、厄瓜多尔、法属圭亚那、圭亚那、巴拉圭、秘鲁、苏里南、特立尼达和多巴哥、委内瑞拉等。

## 栖息地
赤短角鹿栖息在森林。